# Parti démocratique national unifié
Le Parti démocratique national unifié ((en) : United National Democratic Party) est un parti politique antiguais fondé en 1986 qui fusionne en 1992 avec le Mouvement travailliste progressiste et le Mouvement de libération caraïbe d'Antigua pour former le Parti progressiste unifié. Il était dirigé par Baldwin Spencer.